# Bill Cosby Show (serial telewizyjny 1969)
Bill Cosby Show (oryg. The Bill Cosby Show) – sitcom autorstwa komika Billa Cosby’ego. Nadawany był od 14 września 1969 do 21 marca 1971 roku na kanale NBC. Pierwszy solowy projekt Billa Cosby’ego w telewizji, po jego wspólnym występie z Robertem Culpem w I Spy. Serial także jest pierwszym, w którym Afroamerykanin wystąpił we własnym serialu komediowym. O ile wśród krytyków był umiarkowanym sukcesem, Bill Cosby Show był hitem oglądalności. W Polsce emitowany z przerwami od 1993 roku na kanale Polonia 1 z polskim lektorem i włoskim dubbingiem.

## Fabuła
Chet Kincaid jest nauczycielem wychowania fizycznego w liceum żyjącym w Los Angeles. Codziennie musi się zmagać z pracą w liceum i problemami swych uczniów i kolegów. W międzyczasie widz poznaje perypetie życiowe jego rodziny i czasami poboczne wyzwania dla Kincaida jak np. rola zastępczego nauczyciela matematyki lub języka angielskiego.

## Obsada
| Aktor                      | Odgrywana postać |
| -------------------------- | ---------------- |
| Bill Cosby                 | Chet Kincaid     |
| Olga James                 | Verna Kincaid    |
| Lee Weaver                 | Brian Kincaid    |
| Lillian Randolph (sezon 1) | Rose Kincaid     |
| Beah Richards (sezon 2)    | Rose Kincaid     |

## Produkcja
Serial składał się z dwóch 26-odcinkowych sezonów. Motyw przewodni sitcomu Hikky Burr został skomponowany przez Cosby’ego i Quincy’ego Jonesa, zaś Cosby dodatkowo odpowiadał za wokal. W drugim sezonie motyw muzyczny został zrobiony od nowa.
Bill Cosby Show wyróżniał się tym, że nie było w nim ścieżki dźwiękowej ze śmiechem publiczności. Według komentarza na DVD pierwszego sezonu, NBC planowało umieścić ową ścieżkę, czemu zaprotestował powołując się na to, że widzowie są na tyle inteligentni, by samemu wiedzieć kiedy mają się śmiać.
Cosby był w stanie zaangażować do udziału rzadko pojawiających klasycznych afroamerykańskich aktorów, takich jak Lillian Randolph (jako matka Kincaida) czy Rex Ingram. W serialu pojawiły się również znane gwiazdy, które rzadko pracowały w telewizji, w tym Henry Fonda czy komicy Mantan Moreland i Moms Mabley jako wujostwo Kincaida.

## Lista odcinków
| N/o            | Oryginalny tytuł                       |
| -------------- | -------------------------------------- |
|                |                                        |
| SEZON PIERWSZY |                                        |
|                |                                        |
| 01             | The Fatal Phone Call                   |
|                |                                        |
| 02             | Lullaby and Goodnight                  |
|                |                                        |
| 03             | The Best Hook Shot in the World        |
|                |                                        |
| 04             | A Girl Named Punkin                    |
|                |                                        |
| 05             | Rules Is Rules                         |
|                |                                        |
| 06             | Let X Equal a Lousy Weekend            |
|                |                                        |
| 07             | To Kincaid, with Love                  |
|                |                                        |
| 08             | The Killer Instinct                    |
|                |                                        |
| 09             | The Substitute                         |
|                |                                        |
| 10             | Brotherly Love                         |
|                |                                        |
| 11             | Going the Route                        |
|                |                                        |
| 12             | A Word from Our Sponsor                |
|                |                                        |
| 13             | A Christmas Ballad                     |
|                |                                        |
| 14             | Home Remedy                            |
|                |                                        |
| 15             | Growing Growing Grown                  |
|                |                                        |
| 16             | The Elevator Doesn’t Stop Here Anymore |
|                |                                        |
| 17             | Lover’s Quarrel                        |
|                |                                        |
| 18             | The Worst Crook That Ever Lived        |
|                |                                        |
| 19             | The Gumball Incident                   |
|                |                                        |
| 20             | Goodbye Cruel World                    |
|                |                                        |
| 21             | Driven to Distraction                  |
|                |                                        |
| 22             | The Blind Date                         |
|                |                                        |
| 23             | How You Play the Game                  |
|                |                                        |
| 24             | The Return of Big, Bad, Bubba Bronson  |
|                |                                        |
| 25             | This Mouth Is Rated X                  |
|                |                                        |
| 26             | Really Cool                            |
|                |                                        |
| SEZON DRUGI    |                                        |
|                |                                        |
| 27             | Anytime You’re Ready, C.K.             |
|                |                                        |
| 28             | Open House                             |
|                |                                        |
| 29             | Is There a Doctor in the Hospital?     |
|                |                                        |
| 30             | There Must Be a Party                  |
|                |                                        |
| 31             | The Old Man of 4-C                     |
|                |                                        |
| 32             | The Lincoln Letter                     |
|                |                                        |
| 33             | The Runaways                           |
|                |                                        |
| 34             | The Artist                             |
|                |                                        |
| 35             | March of the Antelopes                 |
|                |                                        |
| 36             | The Deluge: Part 1                     |
|                |                                        |
| 37             | The Deluge: Part 2                     |
|                |                                        |
| 38             | Swann’s Way                            |
|                |                                        |
| 39             | The Poet                               |
|                |                                        |
| 40             | Teacher of the Year                    |
|                |                                        |
| 41             | Each According to His Appetite         |
|                |                                        |
| 42             | Viva Ortega                            |
|                |                                        |
| 43             | Miraculous Martin                      |
|                |                                        |
| 44             | The Sesame Street Rumble               |
|                |                                        |
| 45             | The Generation Gap                     |
|                |                                        |
| 46             | Tobacco Road                           |
|                |                                        |
| 47             | A Dirty Business                       |
|                |                                        |
| 48             | The Barber Shop                        |
|                |                                        |
| 49             | The Power of a Tree                    |
|                |                                        |
| 50             | The Green-Eyed Monster                 |
|                |                                        |
| 51             | The Long Road Back                     |
|                |                                        |
| 52             | The Saturday Game                      |
|                |                                        |

## Wydanie DVD
| Tytuł DVD | Liczba odcinków | Data wydania     |
| Tytuł DVD | Liczba odcinków | Region 1         |
| --------- | --------------- | ---------------- |
| Sezon 1   | 24              | 22 sierpnia 2006 |
| Sezon 2   | 25              | 20 kwietnia 2010 |